# Tour de France 2019
Tour de France 2019 là giải đấu thứ 106 của giải đua xe đạp vòng quanh nước Pháp Tour de France, là một trong ba cuộc đua lớn của môn đua xe đạp. Giải lần này có tổng quãng đường đua dài 3,480 km với 21 chặng, bắt đầu từ ngày 6 tháng 7 ở Bruxelles, Bỉ, và kết thúc ngày 28 tháng 7 bằng chặng Champs-Élysées tại Paris. Các chặng mở màn của giải (Grands Départs) được tổ chức ở Bruxelles để vinh danh và kỷ niệm 50 năm chiến thắng Tour de France đầu tiên của Eddy Merckx. Tổng cộng 176 tay đua từ 22 đội đã tham dự giải. Chiến thắng chung cuộc thuộc về Egan Bernal của Đội Ineos. Người đồng đội của anh và người chiến thắng giải năm 2018 Geraint Thomas về thứ hai trong khi Steven Kruijswijk (Đội Jumbo–Visma) về thứ ba.

## Các đội

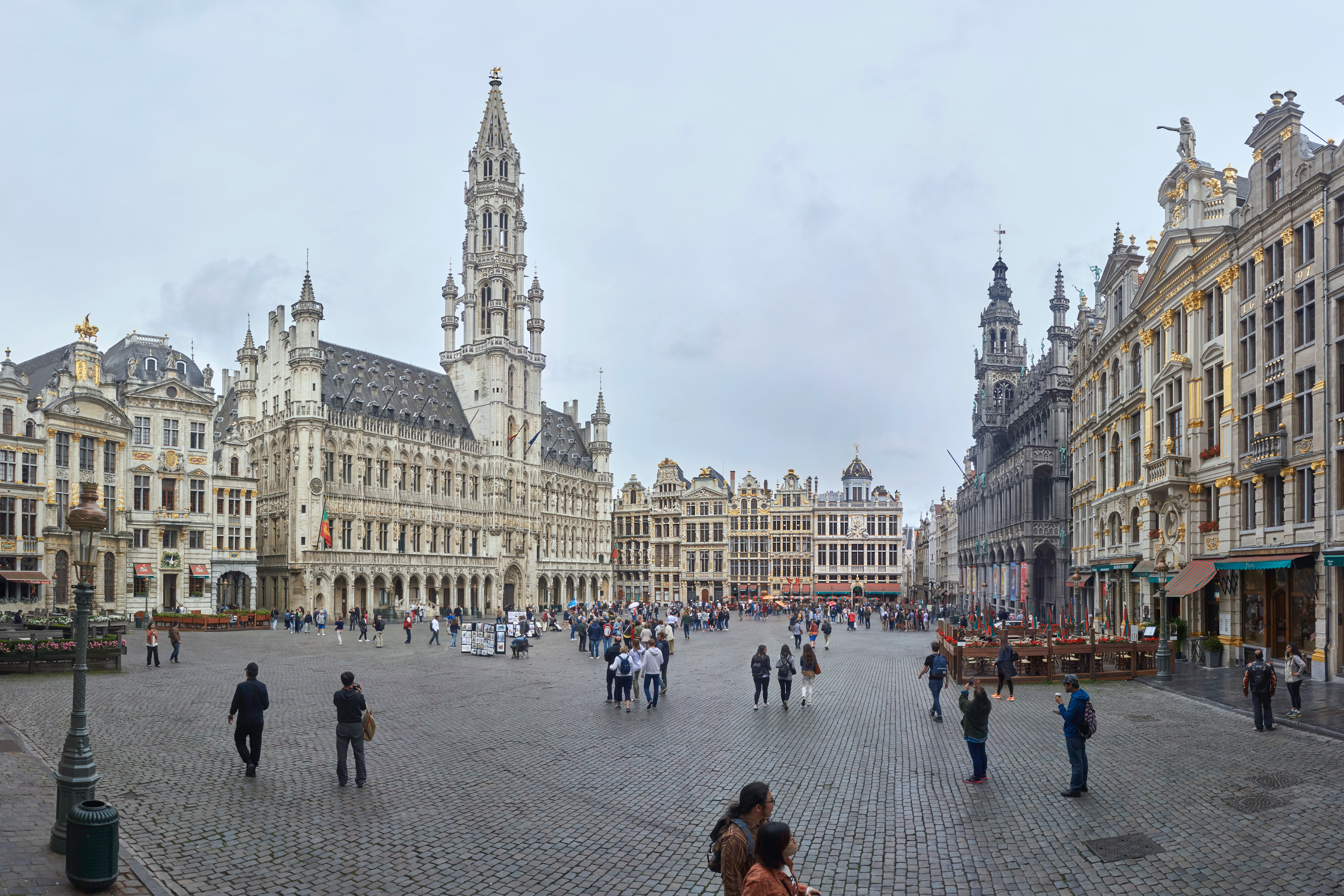
Quảng trường Lớn ở Bruxelles, Bỉ, tổ chức lễ ra mắt các đội vào ngày 4 tháng 7.

Giải 2019 của Tour de France gồm 22 đội tham gia. Cuộc đua là sự kiện thứ 27 trong 38 sự kiện UCI World Tour, và tất cả 18 UCI WorldTeam đều có quyền, và phải, tham dự. Thêm vào đó, Tổ chức Thể thao Amaury (ASO), những nhà tổ chức cuộc đua, đã mời bốn Đội Châu lục Chuyên nghiệp UCI tham gia sự kiện. Ba đội Pháp và một đội Bỉ đã đều từng đua giải này trước đó. Buổi giới thiệu các đội – nơi thành viên các đội được giới thiệu trước truyền thông và chức sắc địa phương – diễn ra trước đám đông 75,000 người ở Quảng trường Lớn Bruxelles, Bỉ, ngày 4 tháng 7, hai ngày trước chặng đua mở màn.
Mỗi đội đua được cho phép tối đa 8 tay đua, nên danh sách xuất phát gồm 176 người. 33 trong số này tham gia thi đấu lần đầu tiên tại Tour de France. 155 tay đua cán đích. Các tay đua đến từ 30 quốc gia. Sáu nước có nhiều hơn 10 tay đua dự giải: Pháp (43), Bỉ (21), Ý (15), Tây Ban Nha (13), Đức (11) và Hà Lan (11). Tuổi trung bình các tay đua là 29.71, thấp nhất là tay đua 21 tuổi Jasper Philipsen (UAE Team Emirates) cho tới tay đua 39 tuổi Lars Bak (Đội Dimension Data). Đội Sunweb sở hữu độ tuổi trung bình thấp nhất trong khi Đội Dimension Data là cao nhất.
Các đội tham dự cuộc đua:
UCI WorldTeam
- AG2R La Mondiale
- Astana
- Bahrain–Merida
- Bora–Hansgrohe
- CCC Team
- EF Education First
- Đội Dimension Data
- Groupama–FDJ
- Đội Ineos
- Đội Katusha–Alpecin
- Đội Jumbo–Visma
- Lotto–Soudal
- Movistar Team
- Mitchelton–Scott
- Deceuninck–Quick-Step
- Đội Sunweb
- Trek–Segafredo
- UAE Team Emirates

Các đội Châu lục Chuyên nghiệp UCI
- Cofidis
- Wanty–Groupe Gobert
- Total Direct Énergie
- Arkéa–Samsic

## Đường và chặng đua

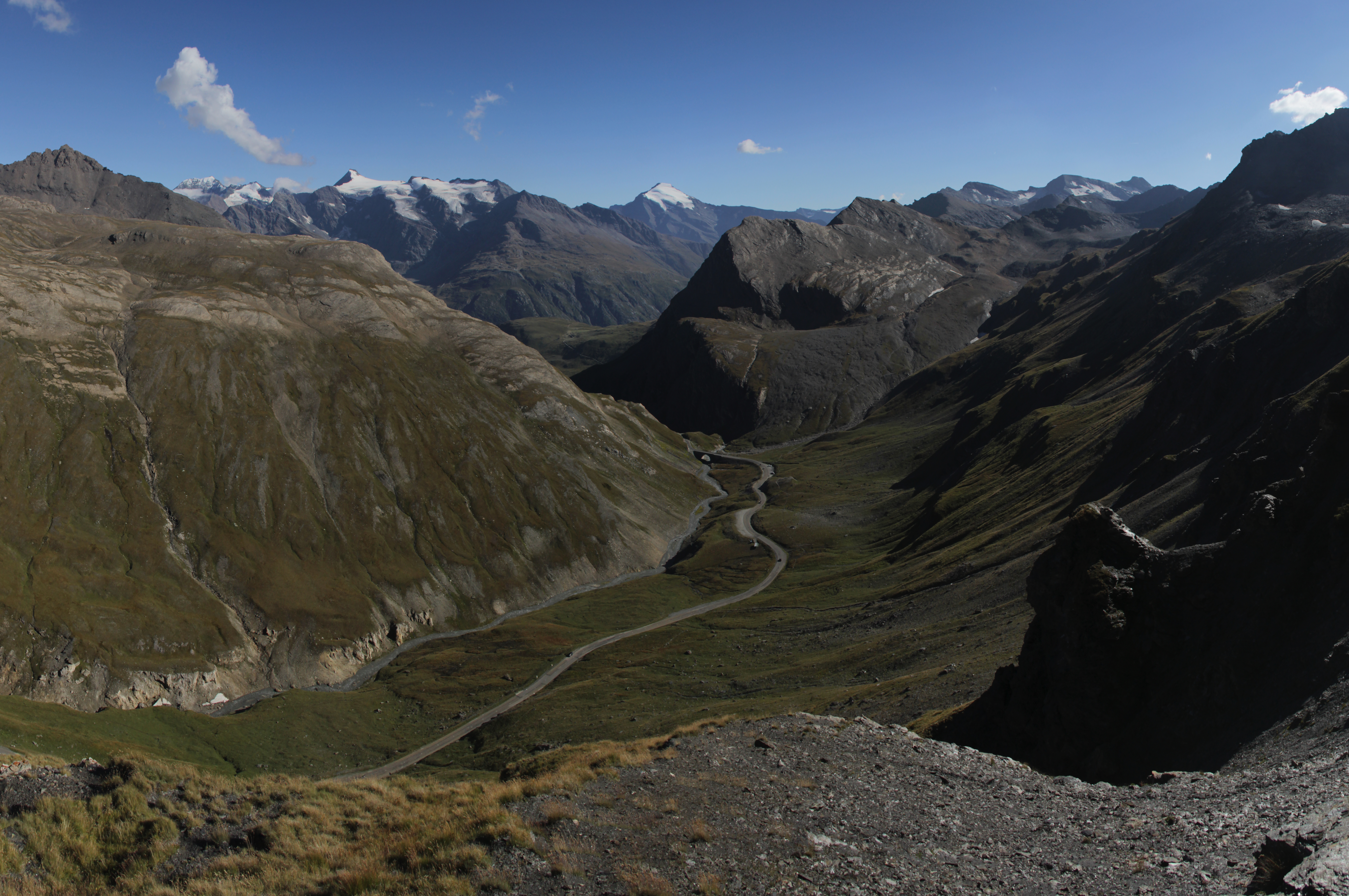
Ở độ cao 2770 m, đỉnh đèo núi Col de l'Iseran (nhìn về hướng nam từ đỉnh) chặng 19 là đỉnh đèo cao nhất được xây dựng trên dãy Anpơ.

| Chặng | Thời gian  | Tuyến                                                        | Khoảng cách                               | Địa hình                                  | Địa hình                                  | Chiến thắng                               |           |
| ----- | ---------- | ------------------------------------------------------------ | ----------------------------------------- | ----------------------------------------- | ----------------------------------------- | ----------------------------------------- | --------- |
| 1     | 6 tháng 7  | Bruxelles (Bỉ) đến Bruxelles (Bỉ) qua Charleroi (Bỉ)         | 194,5 km (121 mi)                         |                                           | Phẳng                                     | Mike Teunissen (NED)                      |           |
| 2     | 7 tháng 7  | Bruxelles-Cung điện Hoàng gia (Bỉ) đến Brussels-Atomium (Bỉ) | 27,6 km (17 mi)                           |                                           | Tính giờ đồng đội                         | Đội Jumbo–Visma (NED)                     |           |
| 3     | 8 tháng 7  | Binche (Bỉ) đến Épernay                                      | 215 km (134 mi)                           |                                           | Đồi                                       | Julian Alaphilippe (FRA)                  |           |
| 4     | 9 tháng 7  | Reims đến Nancy                                              | 213,5 km (133 mi)                         |                                           | Phẳng                                     | Elia Viviani (ITA)                        |           |
| 5     | 10 tháng 7 | Saint-Dié-des-Vosges đến Colmar                              | 175,5 km (109 mi)                         |                                           | Đồi                                       | Peter Sagan (SVK)                         |           |
| 6     | 11 tháng 7 | Mulhouse đến La Planche des Belles Filles                    | 160,5 km (100 mi)                         |                                           | Núi                                       | Dylan Teuns (BEL)                         |           |
| 7     | 12 tháng 7 | Belfort đến Chalon-sur-Saône                                 | 230 km (143 mi)                           |                                           | Phẳng                                     | Dylan Groenewegen (NED)                   |           |
| 8     | 13 tháng 7 | Mâcon đến Saint-Étienne                                      | 200 km (124 mi)                           |                                           | Đồi                                       | Thomas De Gendt (BEL)                     |           |
| 9     | 14 tháng 7 | Saint-Étienne đến Brioude                                    | 170,5 km (106 mi)                         |                                           | Đồi                                       | Daryl Impey (RSA)                         |           |
| 10    | 15 tháng 7 | Saint-Flour đến Albi                                         | 217,5 km (135 mi)                         |                                           | Phẳng                                     | Wout van Aert (BEL)                       |           |
|       | 16 tháng 7 | Albi                                                         | Albi                                      |                                           | Ngày nghỉ                                 | Ngày nghỉ                                 | Ngày nghỉ |
| 11    | 17 tháng 7 | Albi đến Toulouse                                            | 167 km (104 mi)                           |                                           | Phẳng                                     | Caleb Ewan (AUS)                          |           |
| 12    | 18 tháng 7 | Toulouse đến Bagnères-de-Bigorre                             | 209,5 km (130 mi)                         |                                           | Núi                                       | Simon Yates (GBR)                         |           |
| 13    | 19 tháng 7 | Pau đến Pau                                                  | 27,2 km (17 mi)                           |                                           | Tính giờ cá nhân                          | Julian Alaphilippe (FRA)                  |           |
| 14    | 20 tháng 7 | Tarbes đến Col du Tourmalet                                  | 111 km (69 mi)                            |                                           | Núi                                       | Thibaut Pinot (FRA)                       |           |
| 15    | 21 tháng 7 | Limoux đến Foix Prat d'Albis                                 | 185 km (115 mi)                           |                                           | Núi                                       | Simon Yates (GBR)                         |           |
|       | 22 tháng 7 | Nîmes                                                        | Nîmes                                     |                                           | Ngày nghỉ                                 | Ngày nghỉ                                 | Ngày nghỉ |
| 16    | 23 tháng 7 | Nîmes đến Nîmes                                              | 177 km (110 mi)                           |                                           | Phẳng                                     | Caleb Ewan (AUS)                          |           |
| 17    | 24 tháng 7 | Pont du Gard đến Gap                                         | 200 km (124 mi)                           |                                           | Đồi                                       | Matteo Trentin (ITA)                      |           |
| 18    | 25 tháng 7 | Embrun đến Valloire                                          | 208 km (129 mi)                           |                                           | Núi                                       | Nairo Quintana (COL)                      |           |
| 19    | 26 tháng 7 | Saint-Jean-de-Maurienne đến Tignes Col de l'Iseran           | 126,5 km (79 mi) 89 km (55 mi)            |                                           | Núi                                       | không ai                                  |           |
| 20    | 27 tháng 7 | Albertville đến Val Thorens                                  | 130 km (81 mi) 59,5 km (37 mi)            |                                           | Núi                                       | Vincenzo Nibali (ITA)                     |           |
| 21    | 28 tháng 7 | Rambouillet đến Paris (Champs-Élysées)                       | 128 km (80 mi)                            |                                           | Phẳng                                     | Caleb Ewan (AUS)                          |           |
|       | Tổng số    | Tổng số                                                      | 3.480 km (2.162 mi) 3.365,8 km (2.091 mi) | 3.480 km (2.162 mi) 3.365,8 km (2.091 mi) | 3.480 km (2.162 mi) 3.365,8 km (2.091 mi) | 3.480 km (2.162 mi) 3.365,8 km (2.091 mi) |           |